# Sharmeen Obaid-Chinoy
Sharmeen Obaid-Chinoy (Karachi, 12 novembre 1978) è una regista, produttrice cinematografica e attivista pakistana, ha ricevuto due premi Oscar, sei Emmy Awards e un premio Lux Style.
Sharmeen Obaid-Chinoy è la prima regista pakistana ad ottenere un premio Oscar. La rivista Time l'ha inserita tra le 100 persone più influenti del mondo nel 2012. Secondo alcuni è grazie al suo documentario A Girl in the River: The Price of Forgiveness che il primo ministro pakistano Nawaz Sharif abbia deciso di modificare la legge sul delitto d'onore in Pakistan.

## Biografia
Nel settembre 2020 è stato annunciato che avrebbe co-diretto la serie Ms. Marvel con Adil El Arbi , Bilall Fallah e Meera Menon per Disney+ per portare sul grande schermo la prima eroina musulmana dei Marvel Studios e diventando lei la prima regista pakistana a collaborare con la Marvel.

## Filmografia parziale

### Regista

#### Cinema
- Saving Face (2012)
- Aghaz e Safar (2014)
- 3 Bahadur (2015)
- A Girl in the River: The Price of Forgiveness (2015)
- Song of Lahore (2015)
- Aagahi (2018)
- Sitara: Let Girls Dream (2020)

#### Televisione
- Ms. Marvel - serie TV, 2 episodi (2022)

## Riconoscimenti

### Premio Oscar
- 2012 – Miglior cortometraggio documentario per Saving Face
- 2016 – Miglior cortometraggio documentario per A Girl in the River: The Price of Forgiveness

### International Emmy Award
- 2010: International Emmy Award al migliore documentario per Pakistan's Taliban Generation